# لافليس
لافليس (باليابانية: ラブレス، بالروماجي: Raburesu) (بالإنجليزية: Loveless)‏ هي سلسلة مانغا يابانية من تأليف ورسم يون كوغا، نشرت من قبل إيتشيجينشا في مجلة Monthly Comic Zero Sum، منذ مايو عام 2002، وتم تجميع فصول المانغا في 13 مجلد تانكوبون. أنتجت إلى مسلسل أنمي تلفزيوني من قبل استوديو جاي سي ستاف، عرض الأنمي في 7 أبريل عام 2005 واستمر عرضه حتى 30 يونيو عام 2005، وتكون من 12 حلقة.

## القصة
تدور أحداث القصة عن ريتسوكا أوياغي هو فتى عمره اثني عشر عامًا، في يومه الأول في مدرسته الجديدة، يلتقي برجل غامض عمره عشرين عامًا يدعى سوبي أغاتسوما، هو صديق شقيق ريتسوكا الذي قُتل قبل عامين. عند ريتسوكا فحص ملفات الكمبيوتر الخاص بأخية، يكتشف أن منظمة تسمى سبتيمال مون كانت مسؤولة عن مقتل أخيه.

## الشخصيات

### الشخصيات الرئيسية
ريتسوكا أوياغي (باليابانية: 青柳立夏، بالروماجي: Aoyagi Ritsuka)
مؤدي الصوت: جونكو ميناغاوا
سوبي أغاتسوما (باليابانية: 我妻草灯، بالروماجي: Agatsuma Sōbi)
مؤدي الصوت: كاتسويوكي كونيشي

### شخصيات أخرى
يويكو هاواتاري (باليابانية: 羽渡唯子، بالروماجي: Hawatari Yuiko)
مؤدية الصوت: كانا أويدا
كيو كايدو (باليابانية: 海堂貴緒، بالروماجي: Kaidō Kio)
مؤدي الصوت: كين تاكوشي
هيتومي شينونومي (باليابانية: 東雲瞳، بالروماجي: Shinonome Hitomi)
مؤدية الصوت: ماميكو نوتو
ميساكي أوياغي (باليابانية: 青柳美咲، بالروماجي: Aoyagi Misaki)
مؤدية الصوت: واكانا يامازاكي
يايوي شيوري (باليابانية: 塩入弥生، بالروماجي: Shioiri Yayoi)
مؤدي الصوت: جون فوكوياما
ناغيسا ساغان (باليابانية: 目渚، بالروماجي: Sagan Nagisa)
مؤدية الصوت: ساناي كوباياشي
ناتسو ساغان (باليابانية: 目奈津生، بالروماجي: Sagan Natsuo)
مؤدي الصوت:ميتسكي سايغا
يوجي ساغان (باليابانية: 目瑤二، بالروماجي: Sagan Yōuji)
مؤدي الصوت: هيتومي ناباتامي
كويا ساكاغامي (باليابانية: 坂上江夜، بالروماجي: Sakagami Kōya)
مؤدية الصوت: ريي كوغيميا
ياماتو ناكانو (باليابانية: 中野倭، بالروماجي: Nakano Yamato)
مؤدية الصوت: يومي كاكازو
ريتسو مينامي (باليابانية: 南律، بالروماجي: Minami Ritsu)
مؤدي الصوت: تاكيهيتو كوياسو
سيمي أوياغي (باليابانية: 青柳清明، بالروماجي: Aoyagi Seimei)
مؤدي الصوت: كين ناريتا
نانا (باليابانية: ナナ، بالروماجي: Nana)
مؤدية الصوت: أيا هيساكاوا

## وصلات خارجية
- لافليس على موقع ANN manga (الإنجليزية)